# 王如宗
王如宗（1567年—1611年），字亢宗，號怀华，陕西西安府商州人，明朝政治人物。

## 生平
万历二十二年（1594年）甲午科陕西乡试举人，三十五年（1607年）丁未科進士，吏部觀政，三十九年卒。

## 家族
曾祖王镐，舉人、通判。祖父王光濟，進士、盐运司運使。父王聿，儒官。本生父王牟。母周氏，本生母韓氏。永感下。兄如文、如武（學正）。